# ダービーグランプリ
ダービーグランプリは、岩手県競馬組合が施行していた地方競馬の重賞競走（M1）である。正式名称は「サンケイスポーツ杯 ダービーグランプリ」、サンケイスポーツを発行する産業経済新聞社（産経新聞社）が優勝杯を提供している。

## 概要
1986年に秋の地方競馬の4歳（現3歳）最強馬を決める競走として創設された。本競走が創設された1986年当時は他地区や中央競馬との交流競走がほとんど行われておらず4歳重賞路線は各地方競馬ごとに整備されていたが、あくまで「当該地区での4歳チャンピオン」に過ぎず、真の地方4歳最強馬は明確でなかった。そこで真の地方4歳馬チャンピオンを決定するというコンセプトのもと、初の地方全国交流競走として創設された。
1996年に施行場を盛岡競馬場に移し、中央・地方全国交流競走に指定、日本中央競馬会（JRA）所属馬にも出走が可能になったほか、ユニコーンステークス（JRA東京競馬場）・スーパーダートダービー（大井競馬場）と共に4歳ダート3冠シリーズを形成、翌1997年にはダートグレード競走としてGIに格付けされ、名実共に秋の4歳ダート最強馬決定戦の位置付けとなった。
2001年には新設されたジャパンブリーディングファームズカップ（JBC）へのステップレースとしてRoad to JBCに指定、優勝馬にはJBCクラシックの優先出走権が与えられた。
しかし、2008年には主催者の岩手県競馬組合が地方3歳有力馬の確保の難しさなどを理由にダートグレード競走の格付けを返上することを申し入れ、2007年の開催を持って休止となった。
2010年、地方全国交流競走として3年ぶりに水沢競馬場で復活、産業経済新聞社から優勝杯の提供を受け、名称も「サンケイスポーツ杯 ダービーグランプリ」に変更された。また、岩手所属馬にとっては2018年まで岩手3歳三冠競走の最終戦として位置付けられた。
2016年に岩手競馬で重賞格付け制度が開始され、M1に格付けされた。
2021年から1着賞金が1500万円から2000万円に増額され、フルゲートも従来の14頭から16頭に拡大された。1着賞金額は2022年は2500万円に、2023年は3000万に増額されている。
本競走は2010年からスタリオンシリーズ競走に指定されている。
2024年に全日本的なダート競走の体系整備が行われることに関連して、不来方賞がダートグレード競走(JpnII)に格上げされ、秋に行われる3歳馬によるJpnIジャパンダートクラシックの前哨戦として行われるようになり、ダービーグランプリは2023年をもって終了することになった。最後の開催となった第36回の競走は南関東三冠馬・ミックファイア、ホッカイドウ競馬三冠馬・ベルピット、さらにケンタッキーダービー出場歴があるマンダリンヒーローなど、超豪華メンバーが参戦し、マンダリンヒーローとの叩き合いを制したミックファイアがデビューから7連勝を達成して有終の美を飾った。

### 条件・賞金等（2023年）
出走条件
サラブレッド系3歳、地方競馬全国交流。
負担重量
定量。56kg、牝馬2kg減。
賞金等
賞金額は1着3000万円、2着1050万円、3着600万円、4着390万円、5着210万円で、着外手当は15万円。。
副賞
サンケイスポーツ賞、社台スタリオンステーション賞、地方競馬全国協会理事長賞、全国公営競馬主催者協議会会長賞、岩手県知事賞、岩手県馬主会会長、開催執務委員長賞。
社台スタリオンステーションが協賛し、シスキンの配合権利が優勝馬馬主への副賞となっている。

## 3歳秋のチャンピオンシップ
2017年より実施されるシリーズで、各地の3歳主要重賞競走に出走する有力馬が10月（2017年は11月、2018年は12月）に実施される本競走を目指して、地方競馬の3歳チャンピオンの座を争うものである。以下の対象競走のボーナス賞金支給条件を満たし、かつダービーグランプリを優勝した馬には、カテゴリーに応じて優勝馬の馬主にボーナス賞金が贈られる。
- ダービーグランプリ優勝馬が複数のカテゴリーの条件を満たしている場合は、2017年は最も高いボーナス賞金のみを適用するものとしていた[8]。2018年は、最上位のカテゴリーの条件を満たした場合のボーナス賞金額に、追加で満たしたカテゴリー数×200万円を加増した額（ただし上限は1000万円）が贈られるものとされた[9]。
- 前述の通り、ダービーグランプリが2023年をもって廃止されるため、本シリーズも同年限りで終了となる。

対象競走（2023年）
- コースはすべてダート。
- 格付けは年によって変更となっているものもある（詳細は各競走の記事を参照）。

| カテゴリー | ボーナス賞金 | ボーナス賞金 支給条件      | 競走名                 | 格     | 競馬場 | 距離  | 備考                                                                   |
| ---------- | ------------ | -------------------------- | ---------------------- | ------ | ------ | ----- | ---------------------------------------------------------------------- |
| A          | 1000万円     | 当該競走に優勝             | 黒潮盃                 | SII    | 大井   | 1800m | 2024年以降はSIIIに降格された。                                         |
| B          | 800万円      | 当該競走に優勝             | 王冠賞                 | H2     | 門別   | 1800m | 2019年に対象競走に追加。                                               |
| B          | 800万円      | 当該競走に優勝             | 不来方賞               | M1     | 水沢   | 2000m | 2024年以降はダートグレード競走 （JpnII）として実施している。           |
| B          | 800万円      | 当該競走に優勝             | 戸塚記念               | SI     | 川崎   | 2100m |                                                                        |
| B          | 800万円      | 当該競走に優勝             | 岐阜金賞               | SPI    | 笠松   | 1900m | 2017年・2018年はカテゴリーC。2021年は施行せず。                        |
| B          | 800万円      | 当該競走に優勝             | 園田オータムトロフィー | 重賞II | 園田   | 1700m | 2018年に対象競走に追加。2018年はカテゴリーC。                          |
| B          | 800万円      | 当該競走に優勝             | 西日本ダービー         | 重賞   | 佐賀   | 2000m | 西日本6場持ち回りで開催。2024年以降は西日本3歳優駿として実施している。 |
| B          | 800万円      | 当該競走に優勝             | 黒潮菊花賞             | 重賞   | 高知   | 1900m | 2020年までカテゴリーC。                                                |
| B          | 800万円      | 当該競走に優勝             | ロータスクラウン賞     | 重賞   | 佐賀   | 2000m | 2021年までカテゴリーC。                                                |
| C          | 500万円      | 当該競走に優勝             | サラブレッド大賞典     | 重賞   | 金沢   | 2000m |                                                                        |
| -          | 1000万円     | 当該競走で地方所属馬最先着 | ジャパンダートダービー | JpnI   | 大井   | 2000m |                                                                        |

過去の対象競走
| カテゴリー | ボーナス賞金 | ボーナス賞金 支給条件 | 競走名                | 格   | 競馬場   | 距離     | 備考                       |
| ---------- | ------------ | --------------------- | --------------------- | ---- | -------- | -------- | -------------------------- |
| B          | 800万円      | 当該競走に優勝        | 秋の鞍                | SPI  | 名古屋   | 1800m    | 2017年から2019年まで対象。 |
| D          | 200万円      | 当該競走に出走        | JBCクラシック         | JpnI | 持ち回り | 持ち回り | 2018年のみ対象。           |
| D          | 200万円      | 当該競走に出走        | JBCスプリント         | JpnI | 持ち回り | 持ち回り | 2018年のみ対象。           |
| D          | 200万円      | 当該競走に出走        | JBCレディスクラシック | JpnI | 持ち回り | 持ち回り | 2018年のみ対象。           |

ボーナス支給状況
| 年     | ダービーグランプリ優勝馬 | ボーナス | 対象競走の結果                   |
| ------ | ------------------------ | -------- | -------------------------------- |
| 2017年 | スーパーステション       | なし     | 不出走                           |
| 2018年 | チャイヤプーン           | 500万円  | 戸塚記念（1着）、不来方賞（2着） |
| 2019年 | リンノレジェンド         | 1000万円 | 黒潮盃（1着）、王冠賞（3着）     |
| 2020年 | フレッチャビアンカ       | 800万円  | 不来方賞（1着）                  |
| 2021年 | ギガキング               | なし     | 戸塚記念（5着）                  |
| 2022年 | シルトプレ               | なし     | 王冠賞（2着）                    |
| 2023年 | ミックファイア           | 1000万円 | ジャパンダートダービー（1着）    |

過去の条件
2010年
地方競馬に所属するサラブレッド系3歳（旧4歳）の競走馬に出走資格がある。
優先出走権トライアル競走として黒潮盃（大井）、戸塚記念（川崎）、サラブレッド大賞典（金沢）、岐阜金賞（笠松）、鞆の浦賞（福山）、黒潮菊花賞（高知）、ロータスクラウン賞（佐賀）、荒炎賞（荒尾）の各1着馬に優先出走権が与えられた。
岩手枠トライアル競走として不来方賞の上位2着までに入賞した馬に優先出走権が与えられた。
2006年まで
サラ系3歳（旧4歳）の競走馬を前提として岩手所属馬4頭、岩手所属以外の地方所属馬5頭、JRA所属馬5頭と出走枠が定められており地方所属馬に限り優先出走権保持馬・指定馬が所属枠内の頭数で出走できた。
優先出走権トライアル競走としてジャパンダートダービー、黒潮盃（いずれも大井）の各1着馬、南関東・岩手枠トライアル競走として不来方賞の1着馬、指定馬トライアル競走として王冠賞（ホッカイドウ競馬）、MRO金賞（金沢）、ロータスクラウン賞（佐賀）の各1着馬にそれぞれ優先出走権が与えられた。
また上記以外のダートグレード競走の1着入賞馬、中央競馬における重賞競走（2歳芝重賞・障害重賞除く）及びオープン特別競走（ダート・障害・2歳競走を除く）の1着入賞馬にも指定馬としての権利が与えられた。

## 歴史
- 1986年 - 地方所属のサラブレッド系4歳（現3歳）馬限定の重賞競走として創設。水沢競馬場のダート2000mで施行、1着賞金は2000万円。
- 1990年 - 1着賞金が3000万円に増額。
- 1992年 - 1着賞金が5000万円に増額。
- 1996年 
  - 施行場を盛岡競馬場のダート2000mに変更。
  - 中央・地方全国指定交流競走に指定され、JRA所属馬が出走可能になる。
  - 1着賞金が6000万円に増額。
- 1997年 - ダート競走格付け委員会にGI（統一GI）に格付けされる。
- 1998年 - 盛岡競馬場の大雪（積雪）の影響で順延、水沢競馬場で順延開催｡
- 2001年 - 馬齢表示の国際基準への変更に伴い、出走条件を「サラブレッド系4歳」から「サラブレッド系3歳」に変更。
- 2002年 - Road to JBCに指定される。
- 2004年
  - 中央競馬の施設で、勝馬投票券を発売。
  - 安藤勝己が騎手として史上初の2連覇。
  - 1着賞金が5000万円に減額。
- 2007年
  - 1着賞金が4000万円に減額。
  - 国際セリ名簿基準委員会（ICSC）の勧告に伴う重賞の格付け表記の変更により、統一グレード表記をJpnIに変更。
  - 同年8月に発生した馬インフルエンザ流行の影響により全国的に競走馬の移動の制限が大きい事からダートグレード競走の扱いを取り止め、岩手所属馬限定の重賞として施行。1着賞金が600万円に変更。
  - ダート競走格付け委員会にダートグレード競走の格付けを返上。
  - 本年の施行をもって休止。
- 2010年
  - 地方競馬全国交流競走として3年ぶりに復活。
  - 施行場を水沢競馬場のダート2000m、開催時期を11月中旬にそれぞれ変更。
  - 岩手3歳三冠競走の最終戦に指定。
  - 産業経済新聞社から優勝杯の提供を受け、名称を「サンケイスポーツ杯 ダービーグランプリ」に変更。
  - スタリオンシリーズ競走に指定。
  - 1着賞金が800万円に増額。
- 2011年
  - 東日本大震災による水沢競馬場の閉鎖により、盛岡競馬場のダート2000mで施行。
  - 「ロックハンドスターメモリアル」の副題が付けられる。
- 2012年 - 施行場を水沢競馬場に戻す。
- 2016年 - 岩手競馬グレード制の導入により、M1に格付けされる。
- 2017年 - 1着賞金が1,000万円に増額。
- 2018年 - 同年3度目の禁止薬物使用の発覚に伴い調査及び全頭検査の為に11月中旬の開催が中止となった事により、開催時期が12月に変更となる。[13]
- 2019年 - 施行場を盛岡競馬場のダート2000m、開催時期を10月上旬にそれぞれ変更。
- 2020年
  - 1着賞金が1,500万円に増額[14]。
  - 売得金額が2億5168万9300円を記録し、同競走の地方競馬全国交流競走として1レース売上レコードを更新。ダートグレード競走として施行した最終回となる、2006年の売得金額（2億1309万1500円）を上回った。
- 2021年
  - 1着賞金が2,000万円に増額。フルゲートが14頭から16頭となる[15]。
  - 他地区所属馬の出走枠を8頭から10頭に拡大。
  - 売得金額が3億3594万7800円を記録し、同競走の地方競馬全国交流競走として1レース売上レコードを更新。
- 2022年 ‐ 1着賞金が2,500万円に増額[16]。
- 2023年
  - 1着賞金が3,000万円に増額[17]。
  - 売得金額が4億6003万9400円を記録し、同競走の地方競馬全国交流競走として1レース売上レコードを更新。
  - 全日本的なダート競走の体系整備に伴い不来方賞と統合される事となり、本年の施行をもって終了。

### 歴代優勝馬
全てダートコースで施行。
Rはコースレコードを示す。
| 回数   | 施行日         | 競馬場 | 距離  | 優勝馬             | 性齢 | 所属   | タイム  | 優勝騎手   | 管理調教師 | 馬主                           |
| ------ | -------------- | ------ | ----- | ------------------ | ---- | ------ | ------- | ---------- | ---------- | ------------------------------ |
| 第1回  | 1986年12月7日  | 水沢   | 2000m | トミアルコ         | 牝3  | 大井   | 2:09.9  | 宮浦正行   | 田中康弘   | 富岡喜平                       |
| 第2回  | 1987年11月22日 | 水沢   | 2000m | スタードール       | 牝3  | 大井   | 2:12.4  | 早田秀治   | 太田進     | 矢田勝                         |
| 第3回  | 1988年11月20日 | 水沢   | 2000m | アエロプラーヌ     | 牡3  | 大井   | 2:09.5  | 的場文男   | 赤間清松   | 笹澤英一                       |
| 第4回  | 1989年11月26日 | 水沢   | 2000m | スイフトセイダイ   | 牡3  | 盛岡   | 2:13.0  | 小竹清一   | 城地藤男   | 中村正子                       |
| 第5回  | 1990年11月25日 | 水沢   | 2000m | サンドリーズン     | 牡3  | 水沢   | 2:11.6  | 菅原勲     | 酒井清     | 古川賀悦                       |
| 第6回  | 1991年11月24日 | 水沢   | 2000m | リバーストンキング | 牡3  | 北海道 | 2:10.8  | 松本隆宏   | 鈴木亮平   | 石川武                         |
| 第7回  | 1992年11月22日 | 水沢   | 2000m | トミシノポルンガ   | 牡3  | 笠松   | 2:12.7  | 安藤勝己   | 加藤健     | 冨士野年恭                     |
| 第8回  | 1993年11月21日 | 水沢   | 2000m | ミスタールドルフ   | 牡3  | 金沢   | R2:07.5 | 渡辺壮     | 飯沼三郎   | 杉本久義                       |
| 第9回  | 1994年11月20日 | 水沢   | 2000m | ブラッククロス     | 牡3  | 水沢   | 2:14.1  | 菅原勲     | 千葉博     | （有）日胆上水牧場             |
| 第10回 | 1995年11月19日 | 水沢   | 2000m | ルイボスゴールド   | 牡3  | 笠松   | 2:16.1  | 坂口重政   | 大倉護     | （株）リガメェントワールド     |
| 第11回 | 1996年11月23日 | 盛岡   | 2000m | イシノサンデー     | 牡3  | JRA    | 2:06.9  | 石崎隆之   | 山内研二   | （株）イシジマ                 |
| 第12回 | 1997年11月3日  | 盛岡   | 2000m | テイエムメガトン   | 牡3  | JRA    | 2:07.5  | 菊地昇吾   | 鹿戸明     | 竹園正繼                       |
| 第13回 | 1998年12月14日 | 水沢   | 2000m | ナリタホマレ       | 牡3  | JRA    | 2:07.8  | M.ロバーツ | 谷潔       | 山路秀則                       |
| 第14回 | 1999年11月3日  | 盛岡   | 2000m | タイキヘラクレス   | 牡3  | JRA    | 2:08.6  | 藤田伸二   | 蛯名信広   | （有）大樹ファーム             |
| 第15回 | 2000年11月3日  | 盛岡   | 2000m | レギュラーメンバー | 牡3  | JRA    | 2:05.0  | 松永幹夫   | 山本正司   | （有）ノースヒルズマネジメント |
| 第16回 | 2001年9月24日  | 盛岡   | 2000m | ムガムチュウ       | 牡3  | JRA    | 2:07.0  | 藤田伸二   | 清水出美   | 寺田寿男                       |
| 第17回 | 2002年9月23日  | 盛岡   | 2000m | ゴールドアリュール | 牡3  | JRA    | 2:08.1  | 武豊       | 池江泰郎   | （有）社台レースホース         |
| 第18回 | 2003年9月23日  | 盛岡   | 2000m | ユートピア         | 牡3  | JRA    | 2:07.6  | 安藤勝己   | 橋口弘次郎 | 金子真人                       |
| 第19回 | 2004年9月20日  | 盛岡   | 2000m | パーソナルラッシュ | 牡3  | JRA    | R2:02.8 | 安藤勝己   | 山内研二   | 深見富朗                       |
| 第20回 | 2005年9月19日  | 盛岡   | 2000m | カネヒキリ         | 牡3  | JRA    | 2:03.8  | 武豊       | 角居勝彦   | 金子真人ホールディングス（株） |
| 第21回 | 2006年9月18日  | 盛岡   | 2000m | マンオブパーサー   | 牡3  | JRA    | 2:06.3  | 木幡初広   | 大久保龍志 | 鈴木義孝                       |
| 第22回 | 2007年9月17日  | 盛岡   | 2000m | ハルサンヒコ       | 牡3  | 水沢   | 2:06.0  | 村上忍     | 鈴木七郎   | 加賀邦彦                       |
| 第23回 | 2010年11月22日 | 水沢   | 2000m | ロックハンドスター | 牡3  | 水沢   | 2:12.8  | 菅原勲     | 瀬戸幸一   | 千葉浩                         |
| 第24回 | 2011年11月21日 | 盛岡   | 2000m | カミノヌヴォー     | 牡3  | 水沢   | 2:09.2  | 阿部英俊   | 千葉幸喜   | 宇賀神英子                     |
| 第25回 | 2012年11月25日 | 水沢   | 2000m | ロッソコルサ       | 牡3  | 水沢   | 2:05.3  | 村上忍     | 千葉幸喜   | 大久保和夫                     |
| 第26回 | 2013年11月24日 | 水沢   | 2000m | ジェネラルグラント | 牡3  | 船橋   | 2:05.7  | 石崎駿     | 出川克己   | （有）サンデーレーシング       |
| 第27回 | 2014年11月24日 | 水沢   | 2000m | ドラゴンエアル     | 牡3  | 川崎   | 2:07.4  | 吉原寛人   | 高月賢一   | 窪田康志                       |
| 第28回 | 2015年11月23日 | 水沢   | 2000m | ストゥディウム     | 牡3  | 船橋   | 2:07.5  | 石崎駿     | 矢野義幸   | （株）Nicks                    |
| 第29回 | 2016年11月20日 | 水沢   | 2000m | トロヴァオ         | 牡3  | 大井   | 2:08.0  | 真島大輔   | 荒山勝徳   | （有）キャロットファーム       |
| 第30回 | 2017年11月19日 | 水沢   | 2000m | スーパーステション | 牡3  | 北海道 | 2:08.2  | 阿部龍     | 角川秀樹   | （有）グランド牧場             |
| 第31回 | 2018年12月10日 | 水沢   | 2000m | チャイヤプーン     | 牡3  | 水沢   | 2:12.2  | 村上忍     | 千葉幸喜   | 大久保和夫                     |
| 第32回 | 2019年10月6日  | 盛岡   | 2000m | リンノレジェンド   | 牡3  | 北海道 | 2:07.0  | 岡部誠     | 林和弘     | 林正夫                         |
| 第33回 | 2020年10月4日  | 盛岡   | 2000m | フレッチャビアンカ | 牡3  | 水沢   | 2:05.7  | 高松亮     | 千葉幸喜   | 大久保和夫                     |
| 第34回 | 2021年10月3日  | 盛岡   | 2000m | ギガキング         | 牡3  | 船橋   | 2:06.8  | 和田譲治   | 稲益貴弘   | 尾崎智大                       |
| 第35回 | 2022年10月2日  | 盛岡   | 2000m | シルトプレ         | 牡3  | 北海道 | 2:04.9  | 石川倭     | 米川昇     | 原久美子                       |
| 第36回 | 2023年10月1日  | 盛岡   | 2000m | ミックファイア     | 牡3  | 大井   | 2:03.0  | 御神本訓史 | 渡邉和雄   | 星加浩一                       |